# NGC 7188
NGC 7188 is een lensvormig sterrenstelsel in het sterrenbeeld Waterman. Het hemelobject werd in 1886 ontdekt door de Amerikaanse astronoom Francis Preserved Leavenworth.

## Synoniemen
- ESO 601-11
- MCG -4-52-12
- PGC 67943